# (5324) Ляпунов
(5324) Ляпунов (лат. Lyapunov) — околоземный астероид из группы Амура (III), который характеризуется крайне вытянутой орбитой с эксцентриситетом свыше 0,61. Он был открыт 22 сентября 1987 года советским астрономом Людмилой Карачкиной в Крымской обсерватории и назван в честь русского механика и математика XIX века Александра Михайловича Ляпунова. 

Орбита астероида Ляпунов и его положение в Солнечной системе
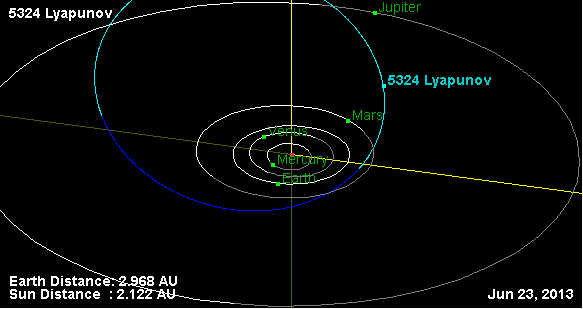
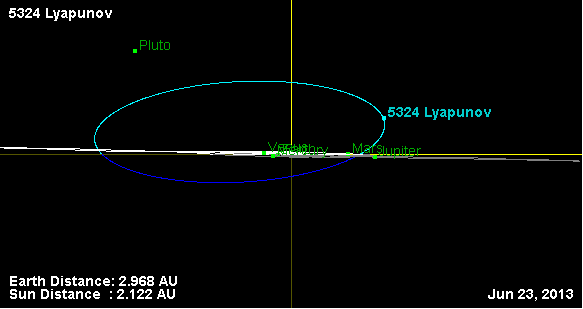
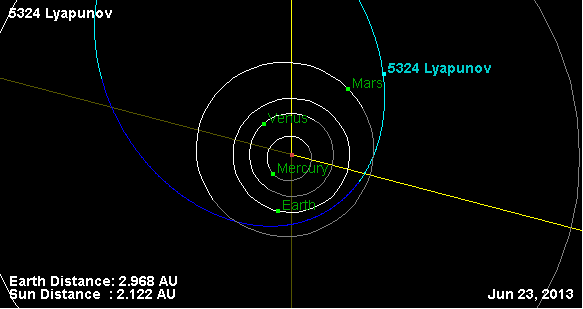